# Arturo Salazar Valencia

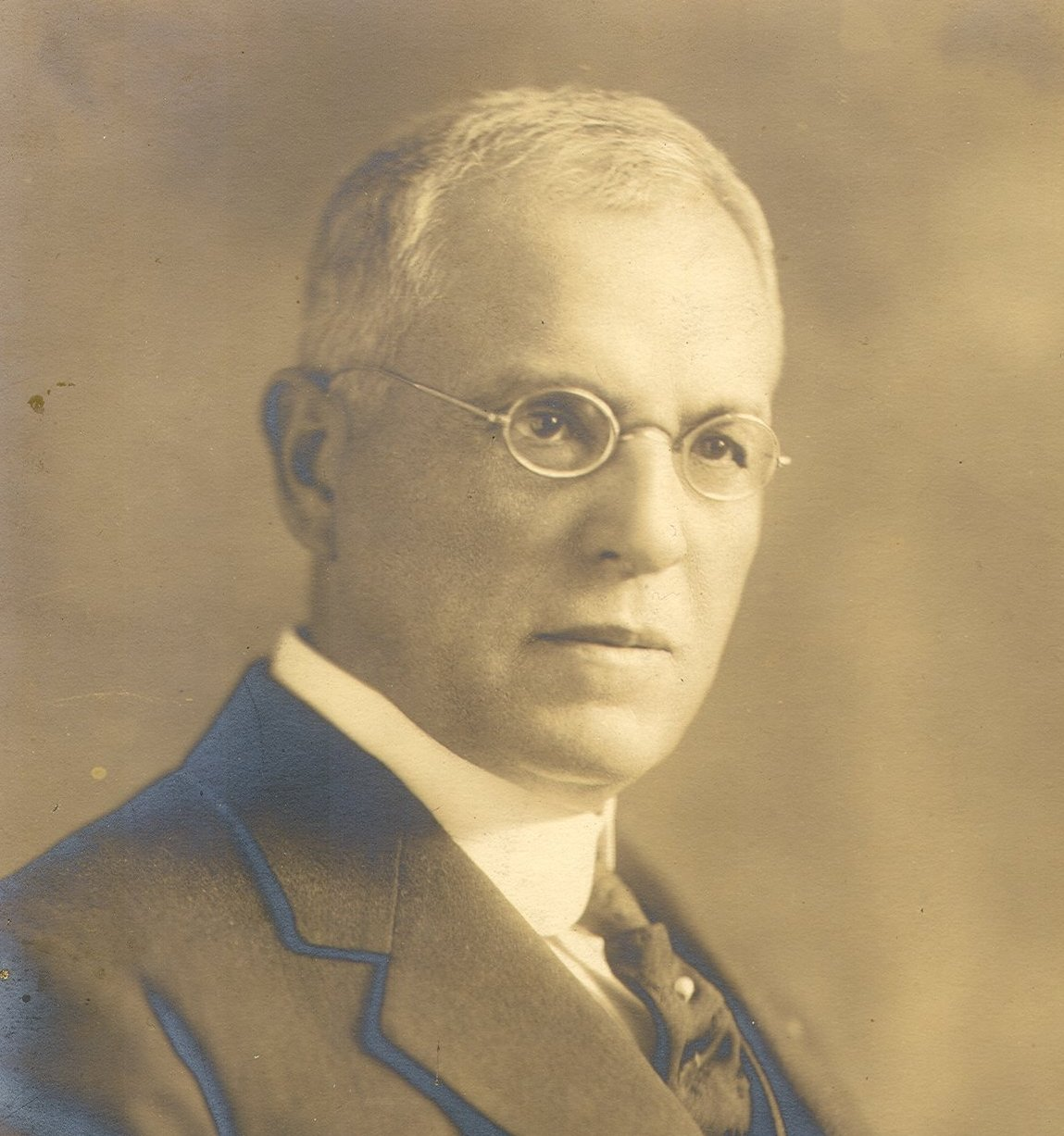
Arturo Salazar im Jahr 1900.

Don Arturo Edmundo Salazar Valencia (* 2. Dezember 1855 in Andacollo; † 3. April 1943 in Santiago de Chile) war ein chilenischer Wissenschaftler, Forscher, Erfinder und Professor für Elektrotechnik. Er gilt als Pionier der technischen Entwicklung in seinem Land.

## Leben

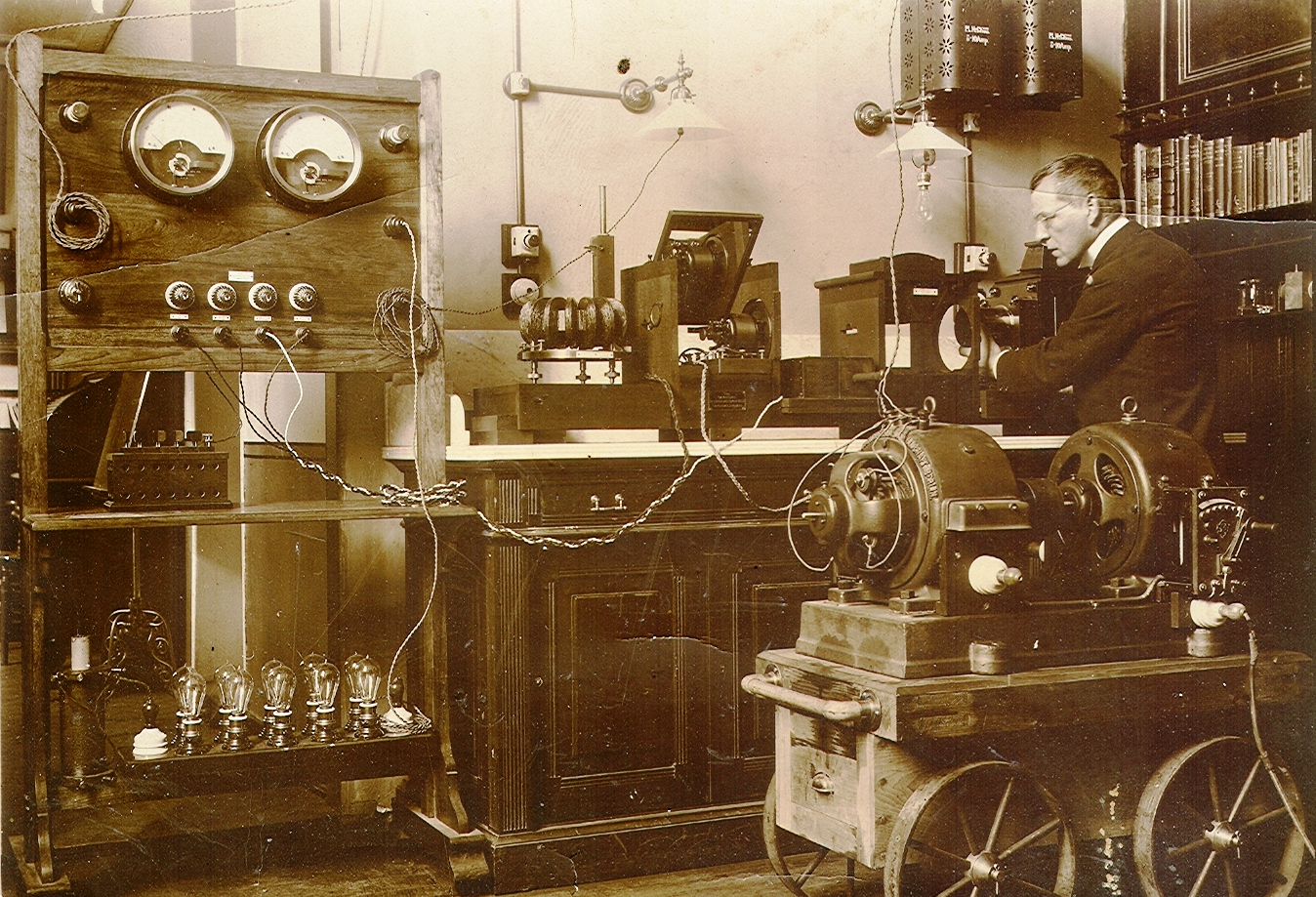
Salazar bei der wissenschaftlichen Arbeit im Labor für Industrielle Physik und Elektrotechnik.

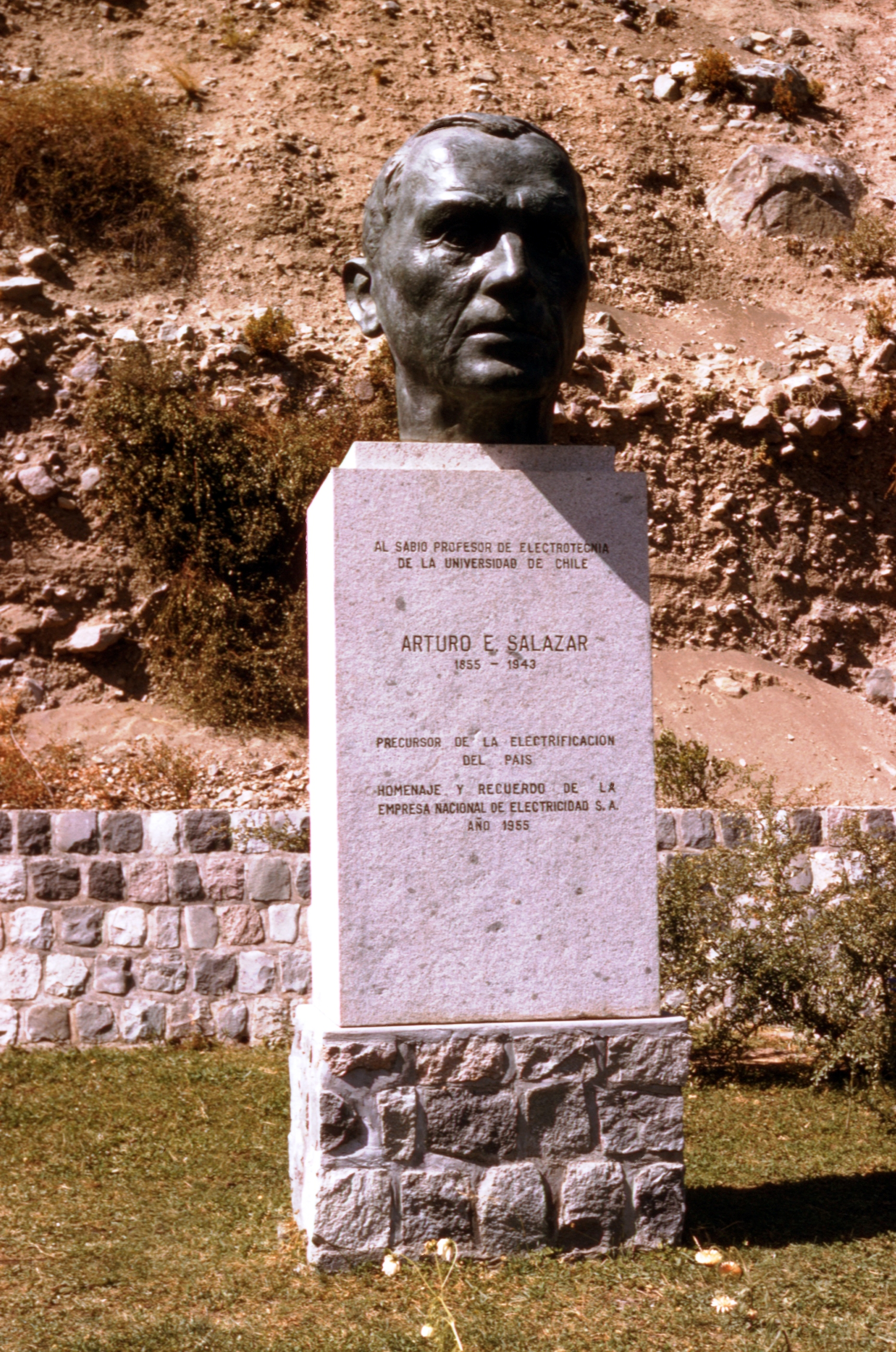
Diese Büste Salazars wurde 1955 am Wasserkraftwerk Cipreses bei Talca eingeweiht.

Geboren als Sohn von Ramón Salazar Inostroza und Juana Valencia Ureta, hatte er drei Schwestern: Clementina, Rosa Elvira und Fortunata. Sein Vater starb, als er 15 Jahre alt war. Von 1883 bis 1884 war er Professor für Physik an der Marineschule in Valparaíso und arbeitete zugleich als Manager für die Valparaíso Gas Company.
Im Jahr 1896, nach einer Forschungsreise, die er 1889 nach Europa unternommen hatte, forschte er als Erster in Lateinamerika über die „neue Art von Strahlen“, die Wilhelm Conrad Röntgen im November 1895 entdeckt hatte.
In den Jahren von 1898 bis 1925 war er Professor für Elektrotechnik an der Universität von Chile in der chilenischen Hauptstadt Santiago. Dabei reformierte er Forschung und Lehre in diesem Fach und betonte die Bedeutung experimenteller Arbeit und wissenschaftlicher Forschung als Kern einer modernen Universität. Darüber hinaus machte er sich um die Entwicklung der Elektrifizierung seines Landes sowie um den Ausbau der Funktechnik und des Radionetzes verdient.
Im Jahr 1902 heiratete er Hortensia Justiniano Maturana. Von ihren Kindern überlebten drei: die Tochter Hortensia, genannt Kitty, und die beiden Söhne Eugenio und Renato, die beruflich ihrem Vater folgten und Elektroingenieure wurden. 
Nachdem Arturo Salazar in den Ruhestand getreten war, widmete er sein Leben seiner Familie und lebte in einem Landhaus bei Las Hijuelas in der Región de Valparaíso. Er wurde 87 Jahre alt.